# ساتوشي ميكامي
ساتوشي ميكامي (三上哲 ميكامي ساتوشي) هو ممثل ياباني ولد في 8 يونيو 1968 في طوكيو.

## أدواره في الأنمي

### مسلسلات أنمي تلفزيونية
- الخادم الأسود Book of Circus - الطبيب
- موشيشي: التتمة - كومادو (طريق الشوك)
- ساموراي فلامنكو - أكيرا كونّو
- جاينت كيلينغ - سوميدا، شيرونيشي, سوزوكي، ساكاموتو
- دورارارا!! ×2 المقدمة - سلون
- دورارارا!! ×2 المنتصف - سلون
- دورارارا!! ×2 الخاتمة - سلون
- غانغستا - ثيو
- روزن ميدن (2013) - عفريت لابلاس
- جبهة حاجز الدم - كورسكوف أولتشينكو
- قرية الضياع - السائق
- ذا ريفليكشن - إيان إيزيت/آي-غاي
- ناينتي ون دايز - تيستا
- دبل ديكر: دوغ آند كيريل - دوغ بيلينغهام

### أفلام أنمي
- العضو القاتل - ويليامز

## أدواره في ألعاب الفيديو
- ميتال غير سوليد 5: ذا فانتوم بين - أوسلوت

## أدواره في الدبلجة اليابانية
- شرلوك - شرلوك هولمز
- ستار تريك إلى الظلام - جون هاريسون
- هتشكوك - لو واسرمان
- زولاندر 2 - أول
- السبعة الرائعون - جوشوا فاراداي
- لعبة التزييف - آلان تورينغ
- دكتور سترينج - دكتور ستيفن سترينج
- ثور: راجناروك - دكتور ستيفن سترينج
- المنتقمون: الحرب اللانهائية - دكتور ستيفن سترينج

## وصلات خارجية
- ساتوشي ميكامي على موقع IMDb (الإنجليزية)
- ساتوشي ميكامي على موقع ميوزك برينز (الإنجليزية)
- ساتوشي ميكامي على موقع قاعدة بيانات الفيلم (الإنجليزية)
- ساتوشي ميكامي على موقع ANN person (الإنجليزية)
- صفحة IMDb